# Elezioni comunali in Veneto del 2016
Il 5 giugno 2016 (con ballottaggio il 19 giugno) in Veneto si tennero le elezioni per il rinnovo di numerosi consigli comunali.

## Venezia

### Chioggia
| Candidati e Liste                      | Voti   | %      | Seggi |
| -------------------------------------- | ------ | ------ | ----- |
| Alessandro Ferro                       | 5.570  | 21,84  | -     |
| Movimento 5 Stelle                     | 4.963  | 20,58  | 15    |
| Giuseppe Casson                        | 8.941  | 35,06  | 1     |
| Chioggia è Libera                      | 3.824  | 15,86  | 2     |
| Lega Nord                              | 2.570  | 10,66  | 1     |
| Popolari e Riformisti                  | 1.601  | 6,64   | -     |
| 100% Chioggia                          | 449    | 1,86   | -     |
| Marcellina Segantin                    | 5.202  | 20,40  | 1     |
| Chioggia Viva                          | 1.898  | 7,87   | 1     |
| Forza Italia                           | 1.731  | 7,18   | 1     |
| Fare! Per Chioggia                     | 1.019  | 4,23   | -     |
| Fratelli d'Italia - Alleanza Nazionale | 500    | 2,07   | -     |
| La Rete per il Futuro                  | 151    | 0,63   | -     |
| Barbara Penzo                          | 4.793  | 18,79  | 1     |
| Partito Democratico                    | 3.293  | 13,65  | 1     |
| Movimento Civico                       | 1.095  | 4,54   | 1     |
| Chioggia Popolare                      | 128    | 0,53   | -     |
| Letizia Campanaro                      | 997    | 3,91   | -     |
| A Sinistra per Chioggia                | 895    | 3,71   | -     |
| Totale alle liste                      | 24.117 | 100,00 | 21    |
| TOTALE                                 | 25.503 | 100,00 | 24    |

## Padova

### Abano Terme
| Candidati e Liste                                             | Voti   | %      | Seggi |
| ------------------------------------------------------------- | ------ | ------ | ----- |
| Luca Claudio                                                  | 4.539  | 41,69  | -     |
| Luca Claudio Sindaco                                          | 1.982  | 20,40  | 6     |
| Per far Rinascere Abano                                       | 569    | 5,86   | 2     |
| Abano Terme per Luca Claudio                                  | 508    | 5,23   | 1     |
| I Giovani per Luca Claudio                                    | 439    | 4,52   | 1     |
| Abano Città Sicura                                            | 268    | 2,76   | -     |
| Con la Gente per la Gente                                     | 155    | 1,60   | -     |
| Monica Lazzaretto                                             | 3.825  | 35,13  | 1     |
| Monica Lazzaretto Sindaco                                     | 1.572  | 16,18  | 2     |
| Partito Democratico                                           | 1.240  | 12,76  | 1     |
| Cittadini per il Cambiamento                                  | 720    | 7,41   | -     |
| Andrea Cosentino                                              | 966    | 8,87   | 1     |
| Lega Nord-Fratelli d'Italia - Alleanza Nazionale-Forza Italia | 547    | 5,63   | -     |
| Cosentino Sindaco                                             | 294    | 3,03   | -     |
| Massimo Zambolin                                              | 845    | 7,76   | 1     |
| Movimento 5 Stelle                                            | 784    | 8,07   | -     |
| Tiziano Rossetto                                              | 372    | 3,42   | -     |
| Tiziano Rossetto Sindaco                                      | 244    | 2,51   | -     |
| Abano Più Viva                                                | 64     | 0,66   | -     |
| Partito Pensionati                                            | 38     | 0,39   | -     |
| Bruno Fabbri                                                  | 341    | 3,13   | -     |
| Cittadini per l'Italia                                        | 292    | 3,01   | -     |
| Totale alle liste                                             | 9.716  | 100,00 | 13    |
| TOTALE                                                        | 10.888 | 100,00 | 16    |

### Albignasego
| Candidati e Liste            | Voti   | %      | Seggi |
| ---------------------------- | ------ | ------ | ----- |
| Filippo Giacinti             | 8.107  | 62,53  | -     |
| Giacinti Sindaco             | 4.260  | 34,02  | 6     |
| Forza Italia-Barison Sindaco | 1.504  | 12,01  | 2     |
| Città di Albignasego         | 1.244  | 9,93   | 2     |
| Albignasego dei Cittadini    | 733    | 5,85   | 1     |
| Veneto Libertà               | 114    | 0,91   | -     |
| Paolo Alfier                 | 2.239  | 17,27  | 1     |
| Partito Democratico          | 1.645  | 13,14  | 2     |
| Albignasego Viva             | 489    | 3,91   | -     |
| Bettina Clai                 | 1.453  | 11,21  | 1     |
| Movimento 5 Stelle           | 1.398  | 11,16  | -     |
| Ulderico Cinetto             | 1.165  | 8,99   | 1     |
| Lega Nord                    | 1.135  | 9,06   | -     |
| Totale alle liste            | 12.522 | 100,00 | 13    |
| TOTALE                       | 12.964 | 100,00 | 16    |

### Cittadella
| Candidati e Liste            | Voti   | %      | Seggi |
| ---------------------------- | ------ | ------ | ----- |
| Luca Pierobon                | 6.735  | 58,39  | -     |
| Lega Nord                    | 1.933  | 18,38  | 3     |
| Bitonci per Pierobon Sindaco | 1.718  | 16,33  | 3     |
| Forza Cittadella             | 1.128  | 10,72  | 2     |
| Cittadella Cresce con Te     | 808    | 7,68   | 1     |
| Lista San Marco              | 792    | 7,53   | 1     |
| Gilberto Bonetto             | 2.427  | 21,04  | 1     |
| Bonetto Sindaco              | 1.343  | 12,77  | 2     |
| Famiglia e Territorio        | 419    | 3,98   | -     |
| Tu! Protagonista             | 195    | 1,85   | -     |
| Adamo Zambon                 | 2.373  | 20,57  | 1     |
| Partito Democratico          | 1.228  | 11,68  | 1     |
| Cittadella Futura            | 488    | 4,64   | -     |
| Libera Mente                 | 466    | 4,43   | -     |
| Totale alle liste            | 10.518 | 100,00 | 14    |
| TOTALE                       | 11.535 | 100,00 | 16    |

### Este
| Candidati e Liste                      | Voti  | %      | Seggi |
| -------------------------------------- | ----- | ------ | ----- |
| Roberta Gallana                        | 3.556 | 39,35  | -     |
| Roberta Gallana Sindaco                | 1.168 | 13,65  | 4     |
| Lega Nord                              | 714   | 8,34   | 2     |
| Forza Italia                           | 629   | 7,35   | 2     |
| Esteviva Esteconte                     | 589   | 6,88   | 2     |
| Fratelli d'Italia - Alleanza Nazionale | 234   | 2,73   | -     |
| Stefano Agujari-Stoppa                 | 2.910 | 32,20  | 1     |
| Partito Democratico                    | 1.511 | 17,66  | 2     |
| Cittadini per Este Civiche             | 1.131 | 13,22  | 1     |
| Unione di Centro                       | 177   | 2,07   | 1     |
| Este a Colori                          | 62    | 0,72   | -     |
| Francesco Roin                         | 1.043 | 11,54  | 1     |
| Movimento 5 Stelle                     | 997   | 11,65  | -     |
| Carlo Zaramella                        | 775   | 8,58   | 1     |
| Este Sicura                            | 682   | 7,97   | -     |
| Beatrice Andreose                      | 439   | 4,86   | -     |
| L'Altra Este                           | 369   | 4,31   | -     |
| Paola Goisis                           | 314   | 3,47   | -     |
| Prima il Veneto                        | 295   | 3,45   | -     |
| Totale alle liste                      | 8.558 | 100,00 | 13    |
| TOTALE                                 | 9.037 | 100,00 | 16    |

## Rovigo

### Adria
| Candidati e Liste                                                      | Voti   | %      | Seggi |
| ---------------------------------------------------------------------- | ------ | ------ | ----- |
| Massimo Barbujani                                                      | 5.212  | 45,78  | -     |
| Bobo Sindaco                                                           | 1.496  | 14,13  | 3     |
| Forza Italia                                                           | 1.047  | 9,89   | 2     |
| Fratelli d'Italia - Alleanza Nazionale-Indipendenza Noi Veneto-Adriamo | 943    | 8,91   | 2     |
| Lega Nord                                                              | 929    | 8,78   | 2     |
| Lista Civica Frazioni                                                  | 495    | 4,68   | 1     |
| Nicola Zambon                                                          | 2.684  | 23,58  | 1     |
| Partito Democratico                                                    | 1.910  | 18,04  | 2     |
| Finalmente Adria!                                                      | 421    | 3,98   | -     |
| Ora Cambia                                                             | 192    | 1,81   | -     |
| 2016 Adria Riparte                                                     | 117    | 1,11   | -     |
| Italia dei Valori-Disoccupati e Pensionati                             | 87     | 0,82   | -     |
| Omar Barbierato                                                        | 1.890  | 16,60  | 1     |
| Impegno per il Bene Comune                                             | 1.231  | 11,63  | 1     |
| Siamo Adria                                                            | 253    | 2,39   | -     |
| Cristina Zanellato Caniato                                             | 1.598  | 14,04  | 1     |
| Movimento 5 Stelle                                                     | 1.465  | 13,84  | -     |
| Totale alle liste                                                      | 10.586 | 100,00 | 13    |
| TOTALE                                                                 | 11.384 | 100,00 | 16    |

## Treviso

### Montebelluna
| Candidati e Liste           | Voti   | %      | Seggi |
| --------------------------- | ------ | ------ | ----- |
| Marzio Favero               | 7.546  | 52,02  | -     |
| Lega Nord                   | 4.916  | 36,92  | 12    |
| Forza Italia                | 1.038  | 7,80   | 2     |
| Mb Futura                   | 713    | 5,36   | 1     |
| Davide Quaggiotto           | 2.631  | 18,14  | 1     |
| Partito Democratico         | 1.441  | 10,82  | 2     |
| Il Futuro è Adesso          | 657    | 4,93   | 1     |
| L'Altra Montebelluna        | 384    | 2,88   | -     |
| Tiziana Favero              | 1.903  | 13,12  | 1     |
| L'Alternativa Giusta        | 1.517  | 11,39  | 2     |
| Cittadini per Montebelluna  | 290    | 2,18   | -     |
| Carmine Bianco              | 1.147  | 7,91   | 1     |
| Movimento 5 Stelle          | 1.110  | 8,34   | -     |
| Sabrina Favaro              | 646    | 4,45   | 1     |
| Favaro Sindaco-Indipendenza | 646    | 4,85   | -     |
| Barbara Baratto Vogliano    | 354    | 2,44   | -     |
| Montebelluna nel Cuore      | 356    | 2,67   | -     |
| Vitale De Bortoli           | 150    | 1,03   | -     |
| Montebelluna Vitale         | 131    | 0,98   | -     |
| Giorgio Bedin               | 130    | 0,90   | -     |
| Ecologia e Progresso        | 115    | 0,86   | -     |
| Totale alle liste           | 13.314 | 100,00 | 20    |
| TOTALE                      | 14.507 | 100,00 | 24    |

### Oderzo
| Candidati e Liste                | Voti   | %      | Seggi |
| -------------------------------- | ------ | ------ | ----- |
| Maria Scardellato                | 4.294  | 41,17  | -     |
| Lega Nord                        | 1.989  | 21,71  | 6     |
| Scardellato Sindaco              | 1.519  | 16,58  | 4     |
| Laura Damo                       | 2.297  | 22,03  | 1     |
| Oderzo Sicura                    | 1.367  | 14,92  | 1     |
| Cittadini Uniti                  | 852    | 9,30   | 1     |
| Giuseppe Zago                    | 1.454  | 13,94  | 1     |
| Partito Democratico              | 955    | 10,42  | 1     |
| Oderzo Sonoio                    | 389    | 4,25   | -     |
| Marco De Blasis                  | 1.077  | 10,33  | 1     |
| Movimento 5 Stelle               | 966    | 10,54  | -     |
| Mario Gherlenda                  | 838    | 8,04   | -     |
| Gherlenda Sindaco per Oderzo     | 522    | 5,70   | -     |
| Oderzo Mi Piace                  | 147    | 1,60   | -     |
| Tiziano Zanet                    | 340    | 3,26   | -     |
| Fare!                            | 334    | 3,65   | -     |
| Maurizio Freschi                 | 74     | 0,71   | -     |
| Partito Comunista dei Lavoratori | 66     | 0,72   | -     |
| Rossana Barbieri                 | 55     | 0,53   | -     |
| Lavoro Ambiente Diritti          | 55     | 0,60   | -     |
| Totale alle liste                | 9.161  | 100,00 | 13    |
| TOTALE                           | 10.429 | 100,00 | 16    |

### Villorba
| Candidati e Liste          | Voti  | %      | Seggi |
| -------------------------- | ----- | ------ | ----- |
| Marco Serena               | 4.536 | 52,71  | -     |
| Villorba Serena            | 2.317 | 29,31  | 6     |
| Lega Nord                  | 1.714 | 21,69  | 4     |
| Raffaella Andreola         | 1.550 | 18,01  | 1     |
| Movimento 5 Stelle         | 1.467 | 18,56  | 2     |
| Alessandro Dussin          | 1.465 | 17,02  | 1     |
| Partito Democratico        | 909   | 11,50  | 1     |
| Per una Comunità Condivisa | 490   | 6,20   | 1     |
| Lucio Mottola              | 493   | 5,73   | -     |
| Progressisti per Villorba  | 456   | 5,77   | -     |
| Gianfranco Perali          | 409   | 4,75   | -     |
| Viva Villorba              | 409   | 5,17   | -     |
| Damiano Cattarin           | 153   | 1,78   | -     |
| Il Popolo della Famiglia   | 142   | 1,80   | -     |
| Totale alle liste          | 7.904 | 100,00 | 14    |
| TOTALE                     | 8.606 | 100,00 | 16    |

## Verona

### Bovolone
| Candidati e Liste   | Voti  | %      | Seggi |
| ------------------- | ----- | ------ | ----- |
| Emilietto Mirandola | 2.762 | 37,09  | -     |
| Mirandola Sindaco   | 2.728 | 37,53  | 10    |
| Alessandro Minozzi  | 1.506 | 20,23  | 1     |
| Lega Nord           | 1.459 | 20,07  | 1     |
| Raffaella Andreola  | 1.379 | 18,52  | 1     |
| Movimento 5 Stelle  | 1.312 | 18,05  | 1     |
| Paolo Vangelista    | 822   | 11,04  | 1     |
| Progetto Bovolone   | 804   | 11,06  | -     |
| Chiara Tessarolo    | 553   | 7,43   | 1     |
| Partito Democratico | 557   | 7,66   | -     |
| Beatrice Mantovani  | 424   | 5,69   | -     |
| Sei Tu la Mia Città | 408   | 5,61   | -     |
| Totale alle liste   | 7.904 | 100,00 | 14    |
| TOTALE              | 8.606 | 100,00 | 16    |

### San Giovanni Lupatoto
| Candidati e Liste               | Voti   | %      | Seggi |
| ------------------------------- | ------ | ------ | ----- |
| Attilio Gastaldello             | 4.563  | 36,75  | -     |
| Lega Nord                       | 1.791  | 15,44  | 5     |
| Lupetto                         | 872    | 7,52   | 2     |
| Civica Lupatotina               | 684    | 5,90   | 1     |
| Cittadini di Raldon Civica      | 486    | 4,19   | 1     |
| Impegno Civico                  | 447    | 3,85   | 1     |
| Remo Taioli                     | 1.932  | 15,56  | 1     |
| Lista Civica Insieme con Taioli | 966    | 8,33   | 1     |
| Idee Lista Taietta              | 422    | 3,64   | -     |
| Cittadini per Taioli            | 341    | 2,94   | -     |
| Alternativa per San Giovanni    | 64     | 0,55   | -     |
| Federico Vantini                | 1.643  | 13,23  | 1     |
| Vantini Sindaco                 | 833    | 7,18   | -     |
| Partito Democratico             | 680    | 5,86   | -     |
| Andrea Chieppe                  | 1.546  | 12,45  | 1     |
| Movimento 5 Stelle              | 1.445  | 12,46  | -     |
| Alessandro Perbellini           | 1.393  | 11,22  | 1     |
| Perbellini Sindaco              | 819    | 7,06   | -     |
| Fare!                           | 819    | 7,06   | -     |
| Daniele Turella                 | 1.340  | 10,79  | 1     |
| Turella Sindaco                 | 882    | 7,60   | -     |
| Città Viva                      | 246    | 2,12   | -     |
| Lista Raldon                    | 162    | 1,40   | -     |
| Totale alle liste               | 11.598 | 100,00 | 11    |
| TOTALE                          | 12.417 | 100,00 | 16    |